# 大串敬吉
大串 敬吉（おおぐし けいきち、1881年（明治14年）4月21日 - 1959年（昭和34年）6月11日）は、大日本帝国陸軍軍人。最終階級は陸軍中将。

## 経歴
1881年（明治14年）に佐賀県で生まれた。陸軍士官学校第16期、陸軍大学校第27期卒業。1928年（昭和3年）3月に陸軍歩兵大佐に進級し、歩兵第57連隊長に就任した。1929年（昭和4年）に陸軍戸山学校教育部長に転じ、1930年（昭和5年）3月6日に第14師団参謀長に着任。第一次上海事変が発生すると第二次上海派遣部隊として上海に派遣されたが、停戦後は満洲に移った。
1932年（昭和7年）8月に陸軍少将に進級し、歩兵第6旅団長に就任。1933年（昭和8年）8月に朝鮮軍参謀長に転じ、1935年（昭和10年）12月に第3独立守備隊司令官を経て、1936年（昭和11年）4月に陸軍中将に進級した。1938年（昭和13年）3月1日に参謀本部附となり、3月25日に待命、3月31日に予備役に編入された。1945年（昭和20年）3月31日に召集され、佐賀連隊区司令官兼佐賀地区司令官に就任した。
1947年（昭和22年）11月28日、公職追放仮指定を受けた。

## 栄典
位階
- 1904年（明治37年）12月8日 - 正八位[5]

勲章
- 1940年（昭和15年）8月15日 - 紀元二千六百年祝典記念章[6]